# Sadenbeck
Sadenbeck ist ein Ortsteil der Stadt Pritzwalk im Landkreis Prignitz in Brandenburg.

## Geografie
Der Ort liegt sieben Kilometer nordöstlich von Pritzwalk. Die Nachbarorte sind Kuckuck im Norden, Biesterholz im Nordosten, Könkendorf im Osten, Neu Krüssow im Süden, Kiebitzberg und Streckenthin im Südwesten, Mittelmühle im Westen sowie Falkenhagen im Nordwesten.

## Geschichte
Die erste schriftliche Erwähnung von Sadenbeck stammt aus dem Jahr 1424. Darin wurde der Ort unter „Sadenbeke“ verzeichnet. Ab 1952 gehörte Sadenbeck zum Kreis Pritzwalk im Bezirk Potsdam.
Bis 1816 gehörte der Ort zum Kreis Pritzwalk in der Provinz Prignitz; ein Teil der Kurmark der Mark Brandenburg und kam anschließend zum Kreis Ostprignitz. Seit dem 6. Dezember 1993 ist der Ort ein Teil des heutigen Landkreises Prignitz.

## Bauwerke

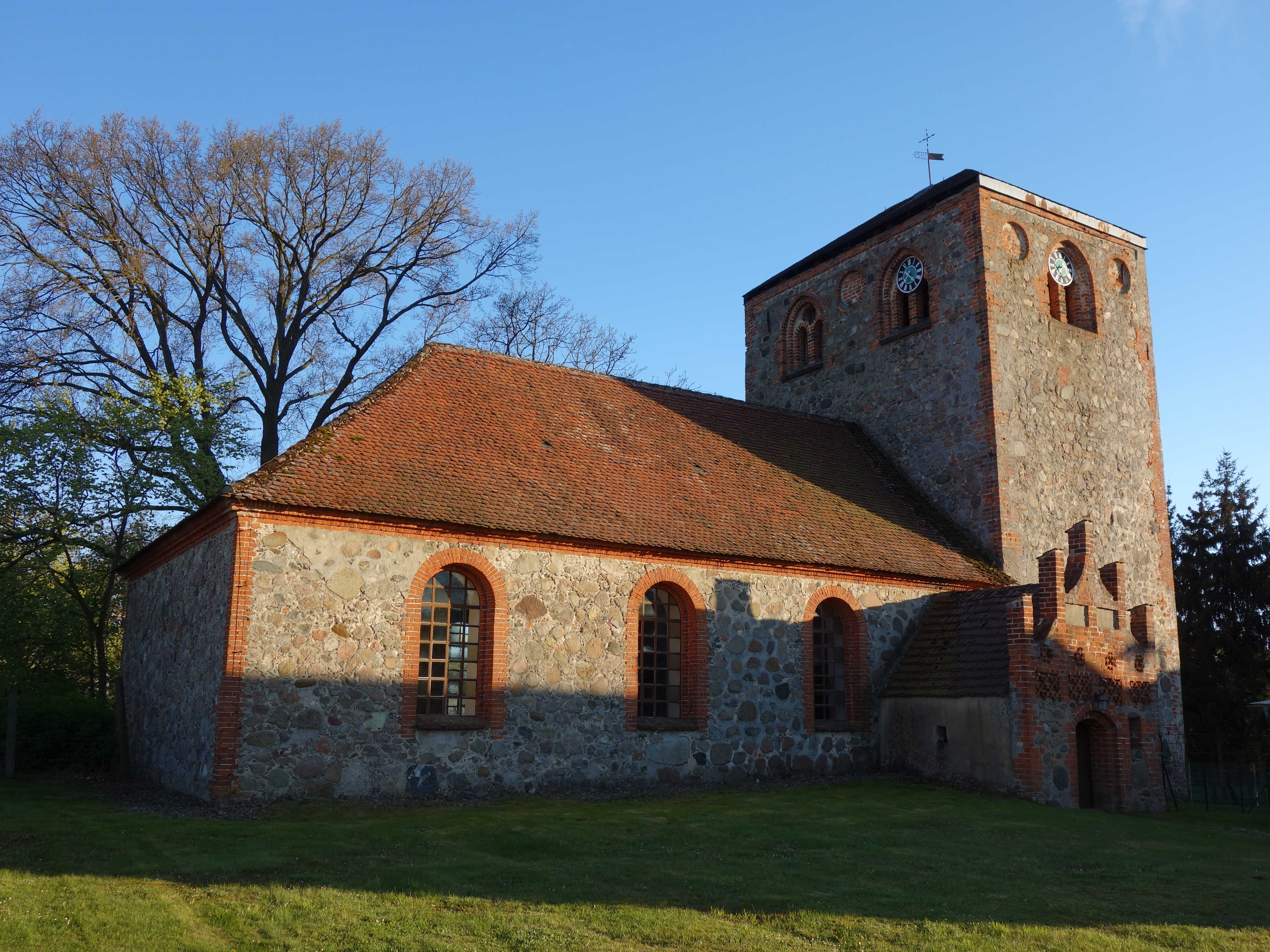
Dorfkirche Sadenbeck

Die Liste der Baudenkmale in Pritzwalk enthält fünf Einträge zum Ort, darunter die Mitte des 15. Jahrhunderts erbaute Dorfkirche Sadenbeck.

## Sport
In Sadenbeck war der nach dem Ort Kuckuck benannte Fußballverein Prignitzer Kuckuck Kickers ansässig.